# Marguerittes
Marguerittes ist eine französische Gemeinde mit 8370 Einwohnern (Stand 1. Januar 2022) im Département Gard der Region Okzitanien.

## Geografie
Marguerittes liegt am östlichen Stadtrand von Nîmes. Die Gemeinde befindet sich am Übergang zwischen der Costières-Ebene und der Hügellandschaft Garrigue.

## Geschichte
Schon seit der Frühgeschichte war das Gebiet von Jägern, Sammlern und Fischern besiedelt. Während der Römerzeit diente es der Versorgung der Stadt Nîmes mit landwirtschaftlichen Produkten. Viele römische Villen waren hier verstreut. Später war Marguerittes ein kleines befestigtes Dorf mit einer Burg. Möglicherweise entstand das Dorf aus einer Villa namens Virgelosa, woraus sich im Laufe der Zeit der heutige Name entwickelte. Wahrscheinlich entstand das Dorf in der Nähe des Aquädukts von Uzès nach Nîmes, das auch über den berühmten Pont du Gard führte. Offenbar gab es ein weiteres kleines Aquädukt, das Wasser von Nîmes zur Versorgung einer römischen Villa zurückbrachte.

## Sehenswürdigkeiten
- Oppidum Roquecourbe
- gallo-römischer Friedhof
- Überreste römischer Villen und frühmittelalterlicher Siedlungen
- Kirche aus dem 15. Jahrhundert, im 17. Jahrhundert umgebaut
- Überreste des römischen Aquädukts von Uzès nach Nîmes[1]

## Demografie

### Bevölkerungsentwicklung
| Jahr      | 1962 | 1968 | 1975 | 1982 | 1990 | 1999 | 2008 | 2017 |
| Einwohner | 2030 | 2548 | 3150 | 5149 | 7548 | 8181 | 8671 | 8586 |

### Altersstruktur
28 Prozent der Bevölkerung sind 19 Jahre alt oder jünger. Fünf Prozent der Bevölkerung sind 75 Jahre alt oder älter.